# Dirty Pretty Things (film)
Dirty Pretty Things är en brittisk långfilm från 2002 i regi av Stephen Frears, med Audrey Tautou, Chiwetel Ejiofor, Sergi López och Sophie Okonedo i rollerna.

## Handling
Läkaren Okwe har tvingats fly från hemlandet Nigeria. Han kör taxi i London på dagarna och är nattportier på ett hotell på nätterna. Han får sova på soffan hemma hos hotellstäderskan Senay från Turkiet. Livet som illegal immigrant gör att de tvingas förlita sig på varandra för att klara sig. På hotellet kan fattiga människor sälja sina organ i utbyte mot ett falskt pass och Senay är så desperat att hon vill pröva. Omständigheterna gör att Okwe tvingas utföra operationen.

## Rollista
| Audrey Tautou      | – Senay Gelik |
| Chiwetel Ejiofor   | – Okwe        |
| Sergi López        | – Sneaky      |
| Sophie Okonedo     | – Juliette    |
| Benedict Wong      | – Guo Yi      |
| Kenan Hudaverdi    | – Kaféägare   |
| Damon Younger      | – Punter      |
| Paul Bhattacharjee | – Mohammed    |
| Darrell D'Silva    | – Gränsvakt   |
| Sotigui Kouyaté    | – Shinti      |
| Abi Gouhad         | – Shintis son |